# الكويت في دورة الألعاب الآسيوية البارالمبية 2010
شاركت الكويت في الألعاب الآسيوية البارالمبية 2010، وهي النسخة الأولى من الألعاب البارالمبية الآسيوية، التي أُقيمت في غوانجو، الصين من 13 إلى 19 ديسمبر 2010. فازت الكويت بثلاث ميداليات، وأنهت مشاركتها في المركز السادس والعشرين في جدول الميداليات. وبالرغم من تعليق مشاركة الكويت في دورة الألعاب الآسيوية من قبل اللجنة الأولمبية الدولية، إلا أنها شاركت في هذا الحدث الرياضي تحت علمها الوطني.